# Albino Friaça Cardoso
Albino Friaça Cardoso, beter bekend onder zijn spelersnaam Friaça (Porciúncula, 20 oktober 1924 - Itaperuna, 12 januari 2009) was een Braziliaans voetballer.  

## Biografie
Friaça begon zijn carrière bij Vasco da Gama. In 1948 won hij het Campeonato Sudamericano de Campeones, een voorloper van de Copa Libertadores.
Hij speelde ook dertien wedstrijden voor het nationale elftal. In 1950 zat hij in de WK selectie dat in eigen land gespeeld werd. Ze bereikten de finale, die bekendstaat als de Maracanaço. Niemand had verwacht dat Brazilië thuis zou verliezen van Uruguay, Friaça kon wel de score openen voor de thuisploeg, maar Uruguay won de wedstrijd.
Hij overleed in januari 2009 aan orgaanfalen, ten gevolge van een longontsteking.